# 7248 Älvsjö
(7248) Älvsjö, denumire internațională (7248) Alvsjo, este un asteroid din centura principală de asteroizi.

## Descriere
7248 Älvsjö este un asteroid din centura principală de asteroizi. A fost descoperit pe 1 martie 1992 la Observatorul La Silla în cadrul programului UESAC. Asteroidul prezintă o orbită caracterizată de o semiaxă mare de 2,20 ua, o excentricitate de 0,18 și o înclinație de 5,4° în raport cu ecliptica.